# Dina Di
Dina Di, nome artístico de Viviane Lopes Matias (Campinas, 19 de fevereiro de 1976 — São Paulo, 19 de março de 2010), foi uma rapper e cantora brasileira de rap nacional, vocalista do grupo Visão de Rua. Considerada a primeira mulher a alcançar sucesso no rap brasileiro, é costumeiramente tratada como a maior rapper brasileira de todos os tempos.

## Biografia
Dina Di nasceu em Campinas, 19 de fevereiro de 1976. Começou a carreira em 1989, aos 13 anos. Inicialmente guitarrista, tornou-se cantora e compositora na adolescência. Suas rimas capturavam suas lutas e desafiavam o sistema social arraigado, tratando de temas como violência urbana, sexismo e racismo.
Lançou diversos singles, com destaque para "A Noiva do Chuck". Foi indicada a diversos prêmios e festivais brasileiros. Ganhadora do Prêmio Hutúz de 2009, foi escolhida na categoria Melhores Grupos ou Artistas Solo Feminino da década. Lançou seis discos (entre 1997 e 2007) em parceria com o grupo Visão de Rua.

## Morte
Dina contraiu uma infecção hospitalar em 2010, ao dar à luz a sua primeira filha, Aline, nascida em 2 de março daquele ano. Chegou a receber alta dez dias depois, mas sua saúde voltou a piorar, levando à morte 18 dias depois, em 19 de março, aos 34 anos.
Ganhou um Doodle do Google em sua homenagem em 19 de fevereiro de 2022, data em que completaria 46 anos.

## Prêmios
| Ano  | Prêmio       | Categoria                                           | Resultado | Ref   |
| ---- | ------------ | --------------------------------------------------- | --------- | ----- |
| 2008 | Prêmio Hutúz | Álbum do Ano (com Com o Poder nas Mãos)             | Indicada  | [ 9 ] |
| 2008 | Prêmio Hutúz | Grupo ou Artista Solo                               | Indicada  | [ 9 ] |
| 2009 | Prêmio Hutúz | Melhores Grupos ou Artistas Solo Feminino da década | Venceu    | [ 4 ] |
| 2009 | Prêmio Hutúz | Melhores Grupos ou artistas solo da década          | Indicada  | [ 4 ] |